# Verona Calcio Femminile
Verona Calcio Femminile – włoski klub piłki nożnej kobiet, mający siedzibę w mieście Werona, na północy kraju.

## Historia
Chronologia nazw:
- 1986: U.S. Virtus Borgo Venezia
- 1987: A.C.F. Centomo Verona
- 1992: Verona Calcio Femminile
- 1994: Verona Günther
- 1998: Verona Calzedonia
- 1999: Verona Calcio Femminile

Klub piłkarski U.S. Virtus Borgo Venezia został założony w mieście Werona (dzielnica Borgo Venezia) w lipcu 1986 roku. W 1986 zespół startował w mistrzostwach regionalnych Serie C Veneto. W sezonie 1986/87 z nazwą A.C.F. Centomo Verona zdobył promocję do Serie B. W sezonie 1987/88 zajął pierwsze miejsce w grupie A i zdobył awans do Serie A. Sezon 1989/90 zakończył na spadkowej 14.pozycji, ale tak jak Modena Euromobil zrezygnował z Serie A to pozostał w najwyższej klasie. W sezonie 1990/91 znów był na spadkowej 14.pozycji. Jednak tak jak poprzednio pozostał w lidze wskutek rezygnacji z Serie A beniaminka Fiamma Bari. W 1992 roku klub przyjął obecną nazwę Verona Calcio Femminile.
W 1994 pozyskał nowego sponsora firmę Günther, a w sezonie 1995/96 osiągnął pierwszy swój sukces, zdobywając swój pierwszy tytuł mistrzowski. W następnym sezonie uplasował się na ostatniej 16.pozycji i tym razem spadł do Serie B. Po roku powrócił do Serie A. W sezonie 1999/2000 znów był ostatnim w tabeli ligowej i został zdegradowany do Serie B. Jednak klub zrezygnował z dalszych występów i został rozwiązany.

## Sukcesy

### Trofea międzynarodowe
Nie uczestniczył w rozgrywkach europejskich (stan na 01-01-2017).

### Trofea krajowe
- Serie A (I poziom):
  - mistrz (1): 1995/96

- Serie B (II poziom):
  - mistrz (1): 1987/88  (grupa A)

- Puchar Włoch:
  - finalista (1): 1981

## Stadion
Klub rozgrywa swoje mecze domowe na stadionie Miejskim w Oppeano, który może pomieścić 1000 widzów.